# Globba obscura
Globba obscura är en enhjärtbladig växtart som beskrevs av Kai Larsen. Globba obscura ingår i släktet Globba och familjen Zingiberaceae. Inga underarter finns listade i Catalogue of Life.